# Betoncourt-sur-Mance
Betoncourt-sur-Mance ist eine französische Gemeinde im Département Haute-Saône in der Region Bourgogne-Franche-Comté.

## Geographie
Betoncourt-sur-Mance liegt auf einer Höhe von 235 m über dem Meeresspiegel, zwei Kilometer nördlich von Vitrey-sur-Mance und etwa 39 Kilometer nordwestlich der Stadt Vesoul (Luftlinie). Das Dorf erstreckt sich im äußersten Nordwesten des Departements, am nördlichen Talrand der Mance, am Fuß des Essarts in den östlichen Ausläufern des Plateaus von Langres.
Die Fläche des 3,72 km² großen Gemeindegebiets umfasst einen Abschnitt des Plateaus von Langres westlich des oberen Saônetals. Die südliche Grenze verläuft meist entlang der Mance, welche hier durch eine rund 1,5 Kilometer breite Alluvialniederung nach Osten fließt. Die Talaue liegt durchschnittlich auf 225 m und wird überwiegend landwirtschaftlich genutzt. Vom Flusslauf erstreckt sich das Gemeindeareal nordwärts über die Talaue und einen rund 100 m hohen Steilhang bis auf das angrenzende Hochplateau, das eine mittlere Höhe von 320 m erreicht. Gerade oberhalb von Betoncourt befindet sich das Plateau von Les Essarts (343 m). Das Areal reicht weiter nordwärts bis an den Rand des Bois de Neuvelle. Mit 367 m wird auf dieser Hochfläche die höchste Erhebung von Betoncourt-sur-Mance erreicht. In geologisch-tektonischer Hinsicht besteht das Gelände aus einer Wechsellagerung von sandig-mergeligen und kalkigen Sedimenten, die zur Hauptsache während der Lias (Unterjura) abgelagert wurden.
Nachbargemeinden von Betoncourt-sur-Mance sind Voisey im Norden, Vernois-sur-Mance im Osten, Vitrey-sur-Mance im Süden sowie Pisseloup im Westen.

## Geschichte
Erstmals urkundlich erwähnt wird Betoncourt im Jahr 1239. Im Mittelalter gehörte Betoncourt zur Freigrafschaft Burgund und darin zum Gebiet des Bailliage d’Amont. Die lokale Herrschaft hatte das Kloster Cherlieu inne. Zusammen mit der Franche-Comté gelangte das Dorf mit dem Frieden von Nimwegen 1678 definitiv an Frankreich. Bis 1790 gehörte Betoncourt zur Pfarrei Pisseloup.

## Sehenswürdigkeiten
Die Kirche Sts-Ferréol-et-Ferjeux wurde in der Zeit der Französischen Revolution errichtet. Sie besitzt verschiedene Gemälde, darunter eines der Heiligen Ferreolus und Ferrutius.

## Bevölkerung
| Jahr                       | 1962 | 1968 | 1975 | 1982 | 1990 | 1999 | 2006 | 2016 |
| Einwohner                  | 108  | 90   | 68   | 70   | 62   | 52   | 44   | 30   |
| Quellen: Cassini und INSEE |      |      |      |      |      |      |      |      |

Mit 25 Einwohnern (1. Januar 2022) gehört Betoncourt-sur-Mance zu den kleinsten Gemeinden des Départements Haute-Saône. Während des gesamten 20. Jahrhunderts nahm die Einwohnerzahl kontinuierlich ab (1881 wurden noch 261 Personen gezählt).

## Wirtschaft und Infrastruktur
Betoncourt-sur-Mance ist noch heute ein vorwiegend durch die Landwirtschaft (Ackerbau, Obstbau und Viehzucht) geprägtes Dorf. Außerhalb des primären Sektors gibt es nur wenige Arbeitsplätze im Ort. Einige Erwerbstätige sind deshalb Wegpendler, die in den größeren Ortschaften der Umgebung ihrer Arbeit nachgehen.
Der Ort liegt abseits der größeren Durchgangsachsen an einer Departementsstraße, die von Blondefontaine nach Anrosey führt. Eine weitere Straßenverbindung besteht mit Vitrey-sur-Mance.